# استونهام (ماساچوست)
استونهام، ماساچوست
استونهام (به انگلیسی: Stoneham) شهرکی در شهرستان میدلسکس ایالت ماساچوست می‌باشد که در سال ۱۷۲۵ بنیان‌گذاری شده‌است. این شهرک در سرشماری سال ۲۰۱۰ میلادی، ۲۱٬۴۳۷ نفر جمعیت داشته‌است.